# أوبلينهيم
أوبلينهيم (بالفرنسية: Oblinghem)‏ هي بلدية تقع في إقليم باد كاليه من منطقة نور با دو كاليه في شمال فرنسا. تبلغ مساحة هذه المدينة 1.27 (كم²)، وترتفع عن سطح البحر 21 م، يبلغ عدد سكانها 220 نسمة حسب إحصاء المعهد الوطني للإحصاء والدراسات الاقتصادية سنة 2009 م. وترأس André Carpentier البلدية خلال فترة (2008-2014).